# Mauve (PM29)
Le Mauve (PM29) est une vedette régionale de surveillance de la Direction des Affaires Maritimes basée au port de Marseille.

## Histoire
Il fut construit au chantier naval de l'Estérel à Cannes et entra en service en 1984.

## Service
Il porte sur sa proue le marquage AEM (Action de l'Etat en Mer) , les trois bandes inclinées bleu, blanc, rouge.

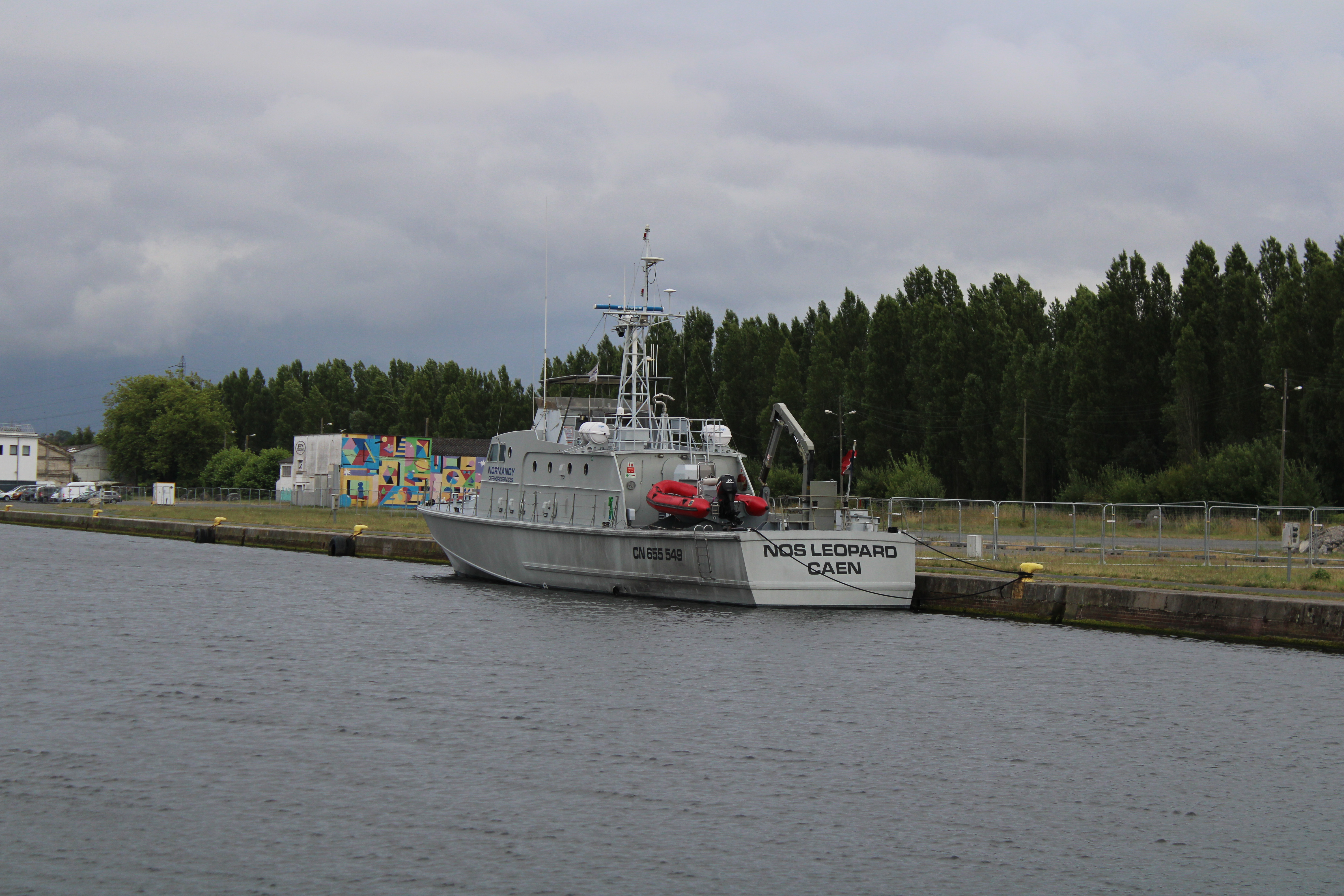
Le à Caen en 2024.

A la fin 2021, le navire est décommissionné par les AffMar, en même temps que son navire-jumeau la vedette Gabian (PM30). Elle est rachetée et rebaptisée Nos Léopard en 2023 par la société Normandy Offshore Services basée à Colombelles (Calvados), sur le canal de Caen. La vedette va assurer, tout comme l'ancienne vedette des Douanes Nordet, la surveillance du site éolien de Courseulles-sur-Mer.